# Motýlice obecná
Motýlice obecná (Calopteryx virgo) je druh vážky z podřádu motýlic (Zygoptera), žijící v Evropě (včetně Česka).

## Popis
Motýlice obecná je 4,5 až 5 centimetrů dlouhá, rozpětí křídel je 6 až 7 centimetrů. V klidu má křídla složená nad tělem, což je typické pro celý podřád Zygoptera. Samečci jsou nápadní velmi tmavými, kovově lesklými křídly. Křídla samiček jsou taky tmavá, ale ne tak intenzivě, spíše začouzená.

## Výskyt
V bezprostředním okolí potoků a říček s čistou vodou. Vyskytují se do nadmořské výšky 700 m. Imago létá od konce dubna do začátku září. Početnost druhu je různá, na vhodných biotopech může být hojný.

## Ekologie

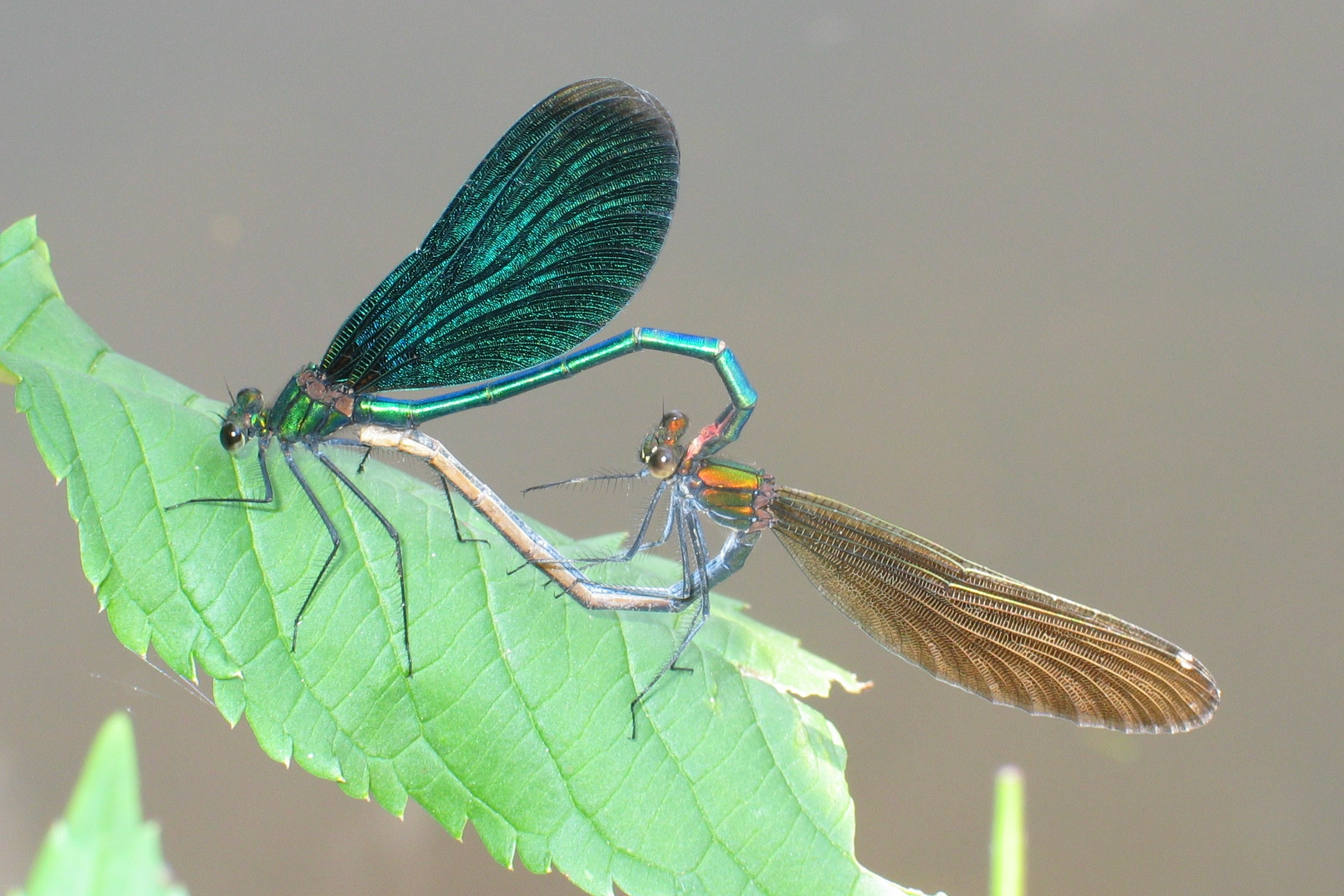
kopulující pár

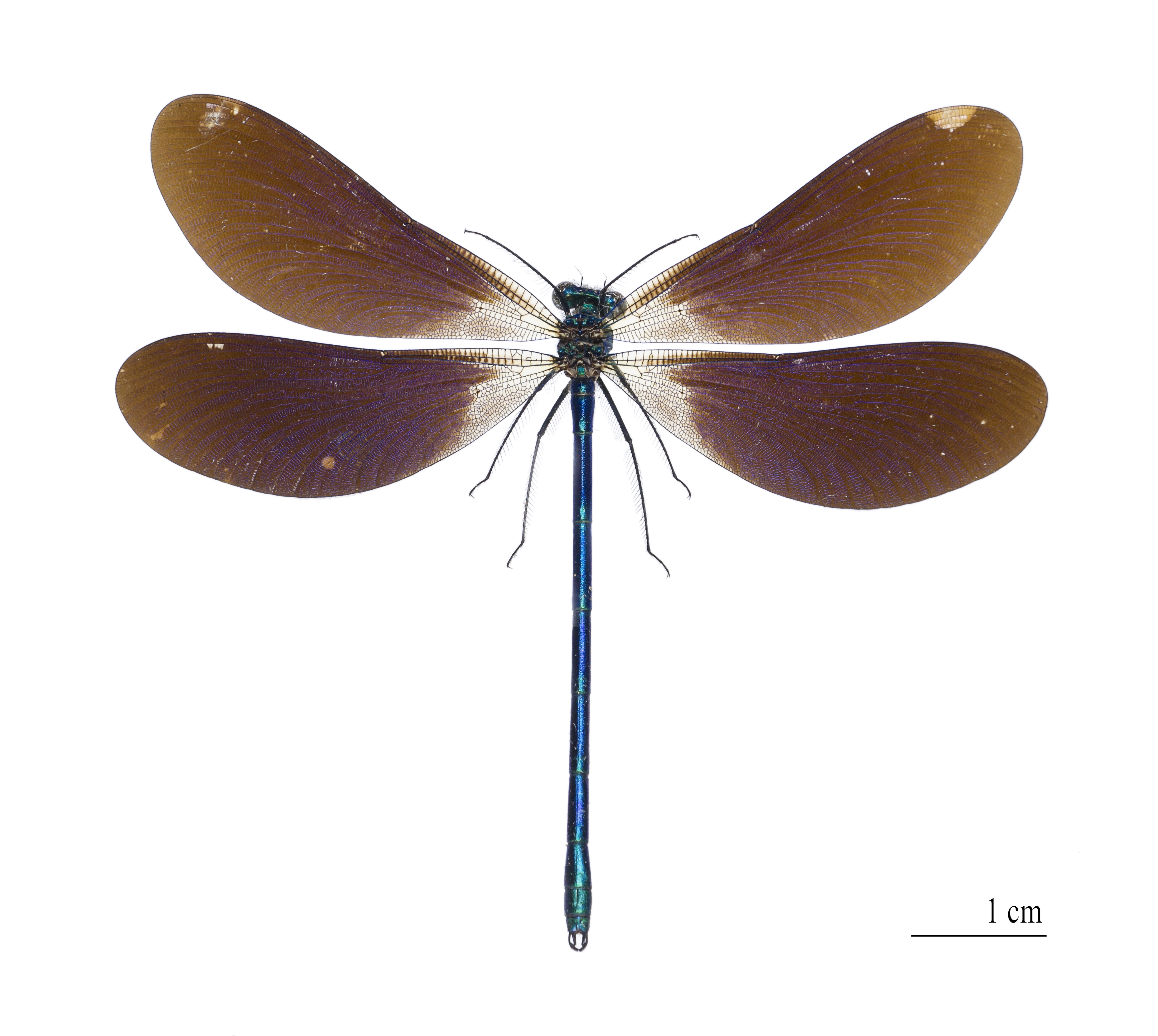
Calopteryx virgo meridionalis – Sbírkový exemplář

Motýlice lesklé poletují okolo malých vodních toků a usedávají na okolní vegetaci či kameny. Dospělci loví drobný létající hmyz, vodní nymfy chytají drobné vodní živočichy. Vývoj nymf trvá dva roky. Při páření předvádějí motýlice zajímavý zásnubní let. Oplodněná samička zapichuje vajíčka do vodních rostlin v samcově teritoriu, přičemž se může i zcela ponořit pod vodu.